# Parc d'État de Coral Pink Sand Dunes
Le parc d'État de Coral Pink Sand Dunes (en anglais Coral Pink Sand Dunes State Park) est un parc d'État américain situé dans l'État de l'Utah et créé en 1963. Il est réputé pour ses dunes de sable surmontées de falaises de grès rouge. Les dunes sont formées par l’érosion du grès Navajo de couleur rose qui entoure le parc.

## Localisation
Le site du parc d'État est proche de la frontière de l'Utah avec l'Arizona, au sud-ouest de l'État. Il est situé à une altitude de 1800 mètres. Il se trouve à 64 km du parc national de Zion et 32 km de Kanab, au sud de la U.S. Route 89. Il a une superficie de 15 km².

## Histoire
Les dunes sont âgées de 10 000 à 15 000 ans.
Le film La Plus Grande Histoire jamais contée d'Ed Wynn y a été tourné à cause de la ressemblance du paysage avec l'Égypte.

## Géologie
Les montagnes Moquith à l'est et des montagnes Moccasin au nord entourent le site.
Le sable provient de l'érosion des roches quand le vent passe entre les 2 chaînes de montagnes.

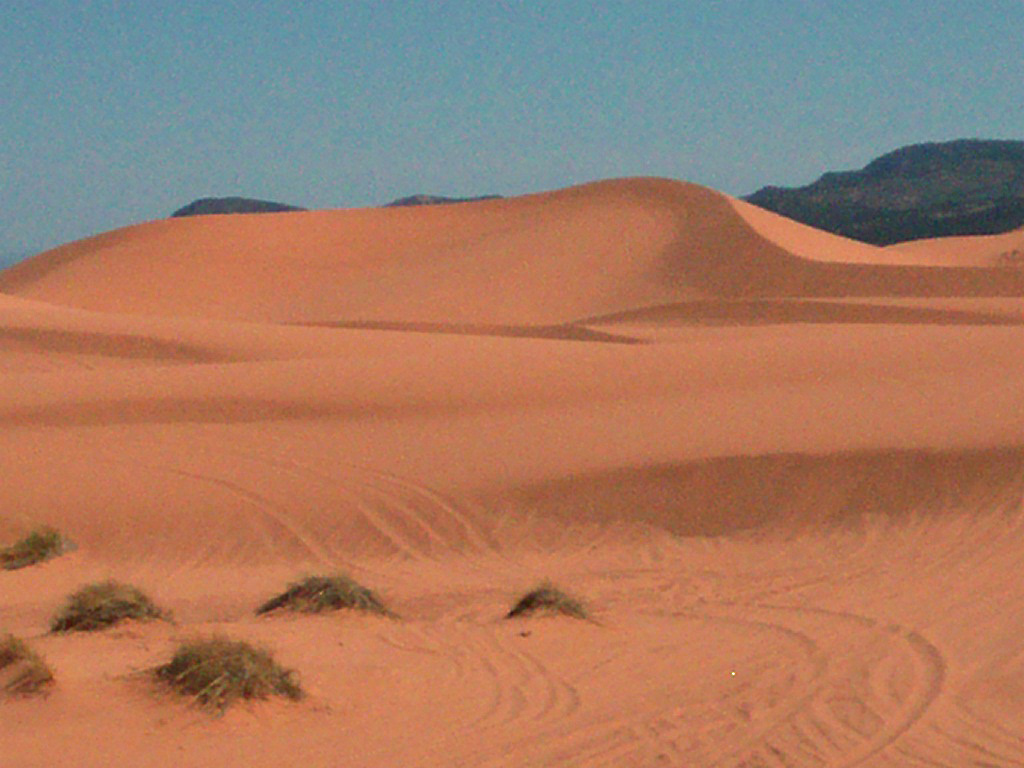
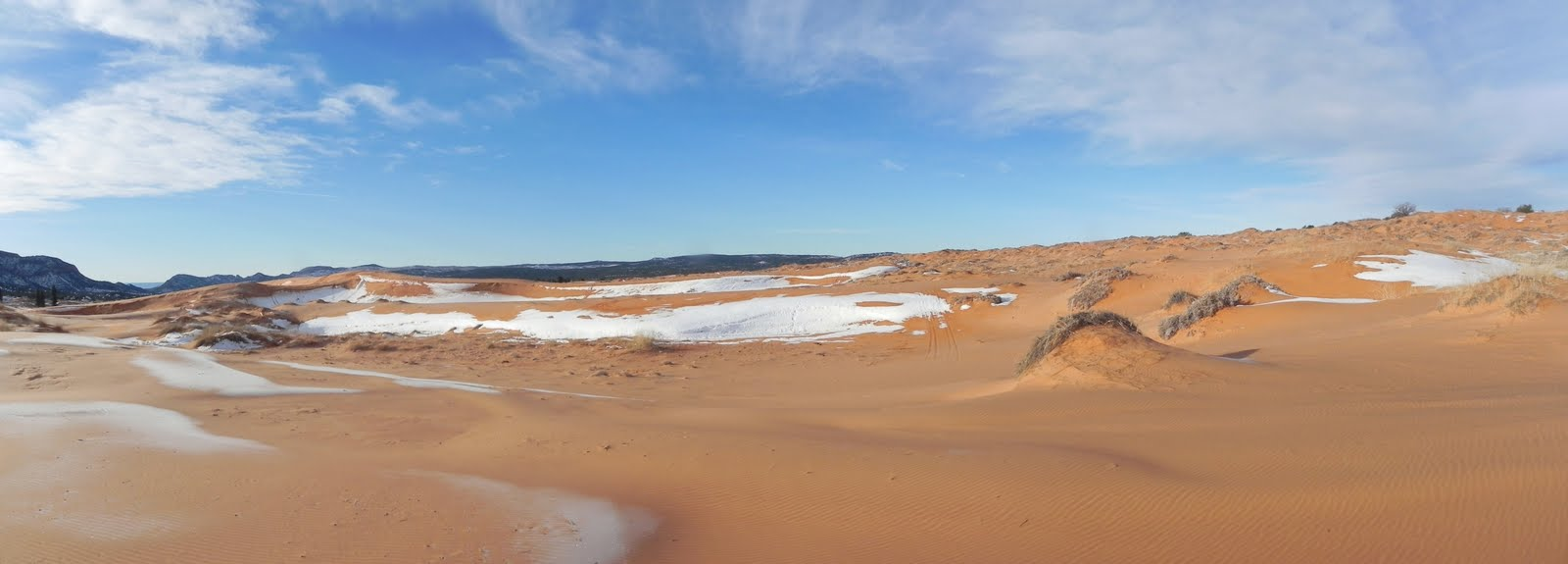
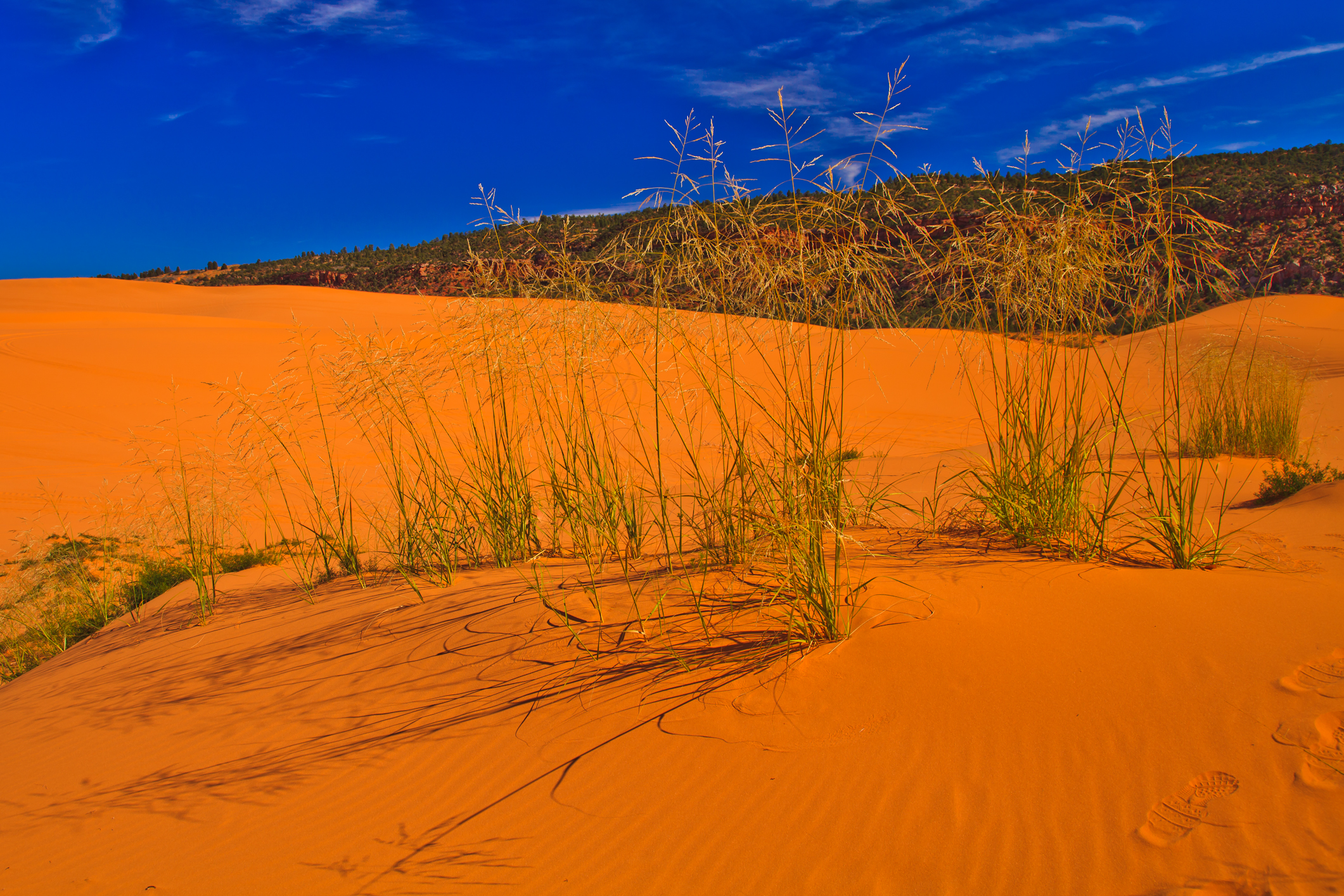
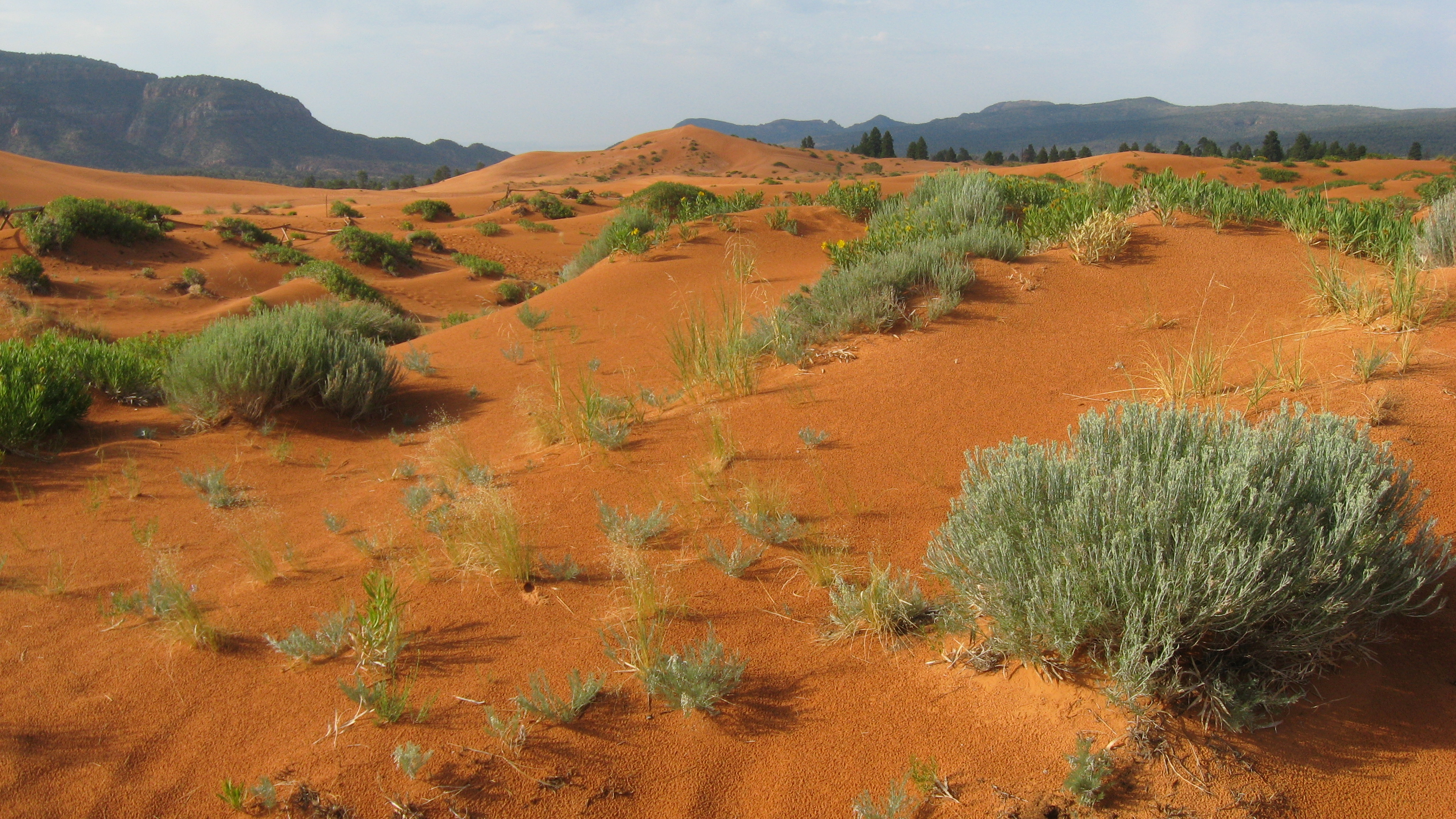
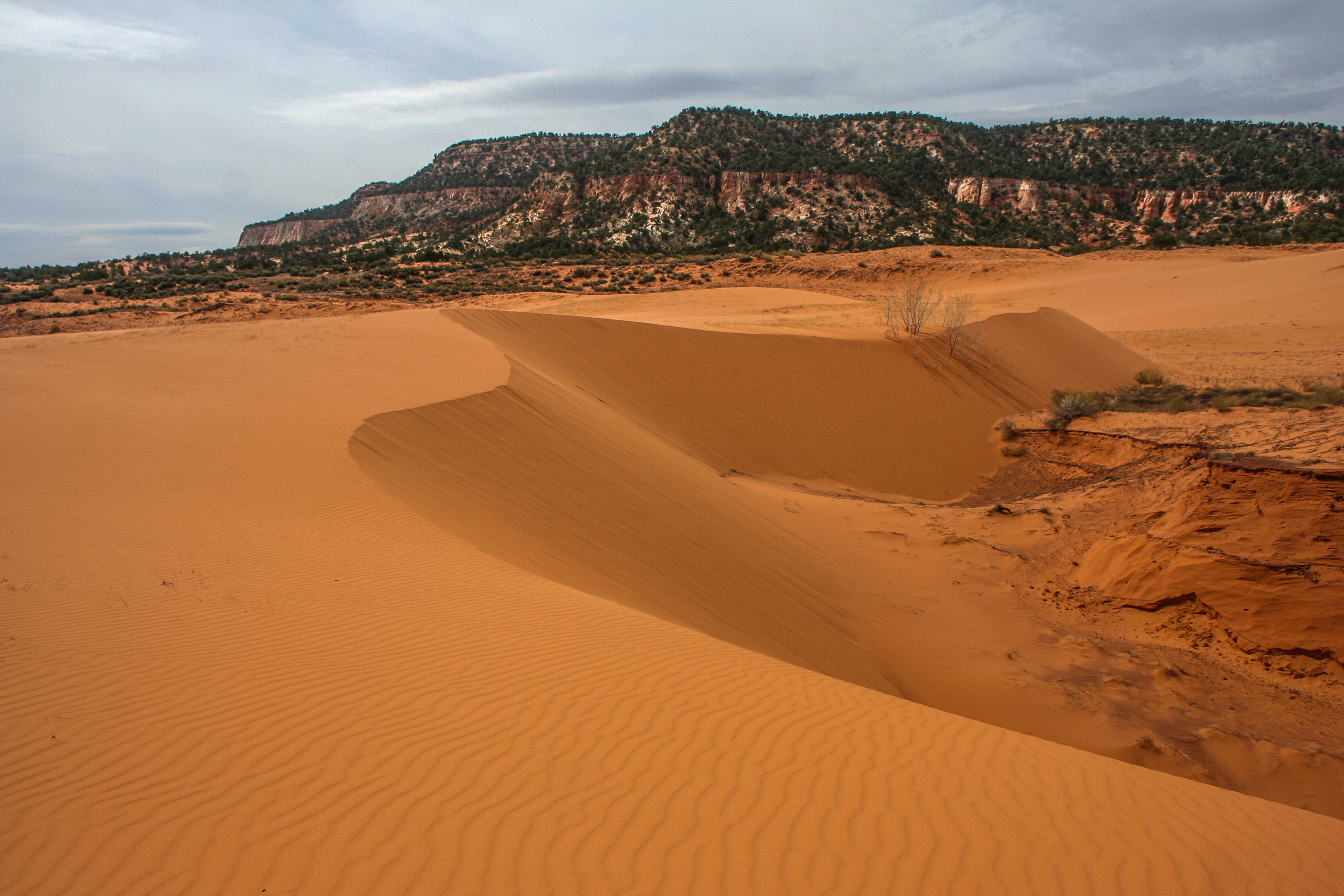
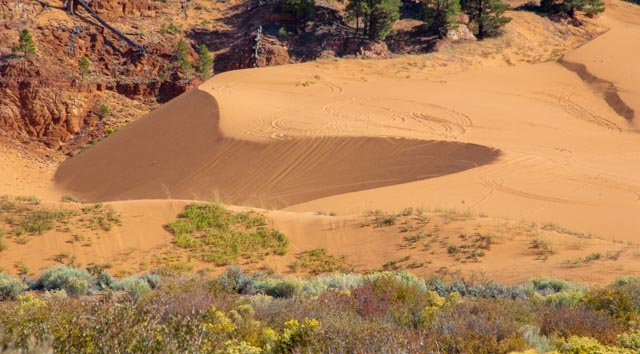

## Faune et flore
On peut y observer des lézards épineux, des cerfs hémiones, des lièvres, des renards nains, des coyotes et des rongeurs.
La végétation sur les dunes regroupe des pins ponderosas, des hautes herbes et des fleurs sauvages au printemps.

## Informations touristiques
Le parc est accessible à 19 km de la U.S. Route 89 depuis Kanab.
Le tarif du parc est de 8 $ pour un véhicule et 14 $ pour une nuit en camping.
Des excursions sur les dunes sont permises à pied, en quad ou en véhicule tout-terrain.
Un sentier entretenu de 800 mètres informe les visiteurs sur les plantes et les dunes. 229 000 visiteurs s'y sont rendus en 2022.